# Ryan Leijten
Ryan Yang Leijten (Den Bosch, 18 september 2003) is een Nederlands voetballer met Chinese roots die als middenvelder voor Roda JC Kerkrade speelt.

## Carrière
Ryan Leijten speelde in de jeugd van RKSV Boxtel, de gezamenlijke jeugdopleiding van Willem II en RKC Waalwijk, en Brabant United, de gezamenlijke jeugdopleiding van FC Den Bosch en RKC Waalwijk. Hij debuteerde in het eerste elftal van FC Den Bosch op 12 mei 2021, in de met 3-1 verloren uitwedstrijd tegen MVV Maastricht. Leijten zat als jeugdspeler bij de selectie omdat er bij Den Bosch zeventien spelers ontbraken, waarvan tien vanwege een positieve coronatest. Hij kwam in de 85e minuut in het veld voor Stan Maas.
Op 6 augustus in de thuiswedstrijd tegen Helmond Sport scoorde Leijten, tijdens zijn debuut in de basis, zijn eerste doelpunt in het betaald voetbal. In minuut 64e werkte hij een corner van Sebastiaan van Bakel binnen; 1-0.
Op zaterdag 18 september 2021 tekende Leijten, op zijn achttiende verjaardag, een driejarig contract.
Nadat zijn contract bij FC Den Bosch in 2024 niet werd verlengd was Leijten drie weken op proef bij Roda JC Kerkrade. Op 9 augustus 2024 maakte deze club bekend dat hij voor drie seizoenen is vastgelegd.

### Statistieken
| Seizoen                   | Club           | Land           | Competitie     | Competitie | Competitie | Beker | Beker | Totaal | Totaal |
| Seizoen                   | Club           | Land           | Competitie     | Wed.       | Dlp.       | Wed.  | Dlp.  | Wed.   | Dlp.   |
| ------------------------- | -------------- | -------------- | -------------- | ---------- | ---------- | ----- | ----- | ------ | ------ |
| 2020/21                   | FC Den Bosch   | Nederland      | Eerste divisie | 1          | 0          | 0     | 0     | 1      | 0      |
| 2021/22                   | FC Den Bosch   | Nederland      | Eerste divisie | 32         | 3          | 0     | 0     | 32     | 3      |
| 2022/23                   | FC Den Bosch   | Nederland      | Eerste divisie | 30         | 3          | 1     | 0     | 31     | 3      |
| 2023/24                   | FC Den Bosch   | Nederland      | Eerste divisie | 21         | 1          | 1     | 0     | 22     | 1      |
| Carrièretotaal            | Carrièretotaal | Carrièretotaal | Carrièretotaal | 84         | 7          | 2     | 0     | 86     | 7      |
| Bijgewerkt op 14 mei 2024 |                |                |                |            |            |       |       |        |        |